# Publishingpriset
Publishingpriset är en årlig svensk tävling för annonser, webbplatser, tidningar, tidskrifter, böcker, årsredovisningar och andra digitala och tryckta produkter samt filmer. Priset delas ut i ett antal kategorier inom digital och tryckt kommunikation samt film.
Alla företag, organisationer, myndigheter, kommuner, förlag, byråer, konsulter, producenter etc kan anmäla sina produkter till tävlingen.

## Ekonomi
Publishingpriset finansieras helt och hållet av deltagaravgifter. 2024 är ordinarie anmälningsavgift 4 190 kr exklusive moms per tävlingsbidrag. Avgiften är lägre i början av anmälningsperioden och högre mot slutet.

## Pris
Guldvinnarna får en statyett samt diplom som utvisar guldvinst. Silvervinnarna får ett diplom som utvisar silvervinst. Samtliga nominerade får ett diplom som utvisar nominering. Efter avslutad tävling får samtliga nominerade tillgång till juryns poängsättning.
Förutom guld- och silvervinnare i samtliga tävlingskategorier utdelas också Publishingprisets Grand Prix till bästa annons, bästa film, bästa print och bästa webb. Vissa år utses även vinnare av Lilla Publishingpriset.

## Kategorier
Webbkategorier ingick i Publishingpriset åren 1997–2006 samt från och med 2011. Filmkategorier tillkom 2015 och kategorier för annons och digital publikation 2022.
Publishingpriset Student – en tävling i tävlingen där eftergymnasiala studenter inom kommunikation, media etc tävlar mot varandra – infördes 2024. Publishingpriset är Sveriges mest heltäckande kommunikationstävling. 

## Publishingprisets Hall of Fame
Publishingpriset har sedan starten 1990 utsett sammanlagt över ett tusen vinnare. Utifrån detta ansenliga antal instiftades en Hall of Fame. För att skrivas in i Publishingprisets Hall of Fame ska företaget genom åren ha vunnit minst tio gånger – efter 2023 års fyra nya inträden är nu antalet företag i Hall of Fame 14. 
Publishingprisets Hall of Fame: A4 Text & Form, Birgersson&Co, Bokförlaget Max Ström, Elanders, Graffoto, Hemslöjd, Natur & Kultur, NY Studio, Rubrik, Solberg Kommunikation, Spoon, Springtime-Intellecta, Stockholm Graphics, Volvo Cars.

## Vinnare av Publishingprisets Grand Prix
Vinnare av Publishingprisets Grand Prix sedan tävlingens start. Priset delas ut varje år till det bästa av alla nominerade i varje avdelning av kommunikationstävlingen Publishingpriset. (Priset hette de första åren Juryns Stora Pris samt Publishingprisets Stora Pris.)
| År                              | Vinnare                                                     | Upphovsmakare | Avdelning           |
| ------------------------------- | ----------------------------------------------------------- | --- | ------------------- |
| 1990                            | Etermedia                                                   | TV4. Ricky Tillblad. |                     |
| 1991                            | Renhållningen 1991                                          | Växjö kommun. Bosse Lindqwist och Heidi Lindqwist, Lindqwist Production. |                     |
| 1992                            | Bokreglemente för armén                                     | Lars-Ove Davidson, Försvarsmedia. |                     |
| 1993                            | Foaiten                                                     | Peter Hennix, Försvarets Forskningsanstalt. |                     |
| 1994–1996, uppehåll i tävlingen |                                                             | |                     |
| 1997                            | S-tinget                                                    | Landstinget i Värmland. Mia Ohlsson och Tin Wegelius. |                     |
| 1998                            | Bokstaven, ordet, texten – handbok i grafisk formgivning    | Christer Hellmark, Textura. |                     |
| 1999                            | Grafisk Kokbok                                              | Kaj Johansson, Peter Lundberg och Robert Ryberg, Kapero Grafisk Utveckling. |                     |
| 2000                            | I lejonets tid                                              | Jeppe Wikström, Bokförlaget Max Ström i samarbete med Leo form. |                     |
| 2001                            | Signalarter – indikatorer på skyddsvärd skog                | Johan Nitare, Skogsstyrelsen. |                     |
| 2002                            | Drottning Silvia                                            | Gunilla Widengren Hammarskiöld, Ekerlids Förlag, samt Helen Sköld, Kingston. |                     |
| 2003                            | www.norrbottenlappland.se                                   | Mats Åström och Barbro Gustafsson, Norrbotten-Lappland, Karin Klockare Järlström, Annika Fredriksson och Max Piltz, Vinter Reklambyrå, samt Martin Spegel och Magdalena Eriksson, Mirror Partner Utveckling. |                     |
| 2004                            | Agenda Magazine                                             | Ann-Charlotte Hansson, Per Nilsson och Håkan Hermansson, Volvo Personvagnar, i samarbete med Studio Desktop. |                     |
| 2005                            | Nationalnyckeln till Sveriges flora och fauna – dagfjärilar | Christer Engström (chefredaktör), Lena Eliasson (formgivare), Martin Holmer och Karl Jilg (illustratörer), Claes U. Eliasson, Nils Ryrholm och Ulf Gärdenfors (författare), ArtDatabanken SLU. |                     |
| 2006                            | Hasse & Tage                                                | Staffan Schöier och Stefan Wermelin (författare), Claes Gustavsson (formgivare), Ingemar Perup (bildredaktör), Sara Nyström (förläggare), Susanna Eriksson Lundqvist (redaktör), Albert Bonniers Förlag. |                     |
| 2007                            | Den Tidlöse Sjöräddaren                                     | Sjöräddningssällskapet i samarbete med Formgivare Anna Larsson, Anders Wällhed (författare), Rolf Westerström (VD), Elisabeth Jansson (marknadsföring) och Magnus Brodd (samordnare), Sjöräddningssällskapet, Anna Larsson (grafisk formgivare). |                     |
| 2008                            | Centennium – fotografi i Sverige, del 1                     | Svenska fotografers förbund, Gösta Flemming (redaktör), Lars Hall (formgivare). |                     |
| 2009                            | SID                                                         | Aller Custom Publishing på uppdrag av Pressbyrån, Mariette Kristenson, Pressbyrån, Jonatan Leman (redaktör), Anna Olsson (redaktör) och Johan Lindberg (kreativ chef), Aller Custom Publishing. |                     |
| 2010                            | Perspektiv på Göteborg                                      | Bokförlaget Max Ström, Peter Claesson (fotograf), Kristian Wedel (författare), Patric Leo (formgivning), Petra Ahston Inkapööl (original), Marcus Erixson (bildbehandling), Jeppe Wikström (förläggare) och Charlotta Broady (projektledare, redaktör). |                     |
| 2011                            | IKEA Livet hemma                                            | Futurniture på uppdrag av IKEA sv. försäljnings AB, Nils Larsson (marknadschef), Christian Braendshöi (projektledare), Tina Björeman (redaktionschef) och Anna Pettersson (reporter), IKEA sv. försäljnings AB, Dan Grettve (kundansvarig), Philip Arvidson (AD), Anna Lenskog (AD), Hanna Meijer (AD), Jenny Gromark (copywriter), Simon Källgård (interaktionsdesigner), Josefina Mothander (produktionsledare), Sverker Carlsson (projektledare), Daniel Stormdahl (medlemsansvarig) och Johanna Riedemar (spridningsansvarig), Futurniture. | Digitalt            |
| 2011                            | Fotografisk Tidskrift                                       | Svenska Fotografers Förbund i samarbete med Anders Birgersson/Zoo People, Jenny Morelli (chefredaktör), Svenska Fotografers Förbund, Anders Birgersson (AD), Zoo People. | Print               |
| 2012                            | För det vidare                                              | Le Bureau på uppdrag av Skolverket, Eva Nilsson (projektledare), Johanna Jöhncke, (produktionsledare), Lina Elfstrand (AD), Hjalmar Delehag (Copy), Le Bureau, Ann Charlotte Gunnarson, Skolverket, Produktionsbolag: B-Reel. | Digitalt            |
| 2012                            | Strindbergs världar                                         | Bokförlaget Max Ström, Jeppe Wikström, förläggare, Patric Leo, formgivare, Björn Meidal, författare, Bengt Wanselius, bildredaktör. | Print               |
| 2013                            | Webbplatsen Lundhags byxguide                               | NY reklambyrå på uppdrag av Lundhags Skomakarna AB, Björn Ceder, creative director; Henrik Melkner, projektledare; Stefan Wennerberg, grafisk producent, NY reklambyrå, Henrik Ottosson, VD; Sara Wänseth, marknadschef; Niclas Sjögren, copywriter, Lundhags Skomakarna AB. |                     |
| 2014                            | Sune Jonsson Livstycken                                     | För en fulländad och ödmjuk berättelse om ett svunnet Sverige. Bokförlaget Max Ström. Sune Jonsson (fotograf), Val Williams (text), Jeppe Wikström (förläggare), Patric Leo (formgivning, bildurval), Charlotta Broady (redaktion), Hans Dackenberg (redaktion), Patric Leo (redaktion), Britta Lundgren (redaktion), Petra Ahston Inkapööl (original), Amelie Stenbeck-Ramel (original). |                     |
| 2015                            | Vera                                                        | För ett minidrama, som berör på djupet. Södra tornet kommunikation i samarbete med Amphi Produktion på uppdrag av Landstinget i Uppsala län. Södra tornet kommunikation: Jonas Pertoft (projektledare). Amphi Produktion: Emma Lundqvist (projektledare), Per Ringqvist (producent), Ylva Gustavsson (regi), Karin Aspentröm (manus), Carl Rasmussen (fotograf). Barnskyddsteamet vid Akademiska Sjukhuset, Landstinget i Uppsala län: Gabriel Otterman (barnläkare, projektledare, faktagranskare), Lena Widing (sjuksköterska), Dagmar Lagerberg (sakkunnig).                                                                                                   |                     |
| 2016                            | BlankSpot #0                                                | BlankSpot: Nils Resare (redaktör), Martin Schibbye (chefredaktör), Brit Stakston (digital strateg). Ronnestam: Johan Ronnestam (koncept, idé). Birgersson Produktion: Anders Birgersson (ad). |                     |
| 2017                            | Ingen elev ska behöva känna sig otrygg                      | ProLounge AB med Markus Andreasson och Hanna Peretz i samarbete med Kärnhuset på uppdrag av Skolinspektionen. | Film                |
| 2017                            | 100 år och framåt                                           | Designkontoret Silver i samarbete med Jung Relations på uppdrag av ICA. Designkontoret Silver: Marlis Nylén (projektledare), Magda Lipka Falck (ad, designer), Carl Wikner (strateg). Jung Relations: Johan Nyman (redaktör), Karin Lindebo (projektledare). Roland Persson/Skarp Agent (fotograf). Gustaf Öhrnell Hjalmars/Agent Molly (illustratör). Julia Hansson (illustratör). | Print               |
| 2017                            | Volvo Car Group – online annual report 2016                 | Solberg Kommunikation på uppdrag av Volvo Car Group. Solberg Kommunikation: Jeanette Gustavsson (Kundansvarig), Anna Larsson (AD), Pilar Perez (AD Online). Volvo Car Group: Nils Mösko (VP Head of Investor Relations), Annelie Nyberg (IR Manager). | Webb                |
| 2018                            | Riskgruppen                                                 | Nosy AB på uppdrag av Pensionsmyndigheten. Nosy AB: Hanna Winéus (projektledare), Carmen Recarey (operativ projektledare), Filip Lindquist (CD), Jonas Granström (AD), Andreas Hörnsten (copy), Tobias Wallin (motion), Lotta Engström (original). Pensionsmyndigheten: Anna Savelius (projektledare). Fotograf: Stephanie Andersson. Produktion: FLX. | Film                |
| 2018                            | Being There                                                 | Bokförlaget Max Ström. Paul Hansen (författare, fotograf), Charlotta Broady (redaktör), Jeppe Wikström (förläggare), Patric Leo (formgivare). | Print               |
| 2018                            | Profoto                                                     | Valtech och Bazooka i samarbete med Profoto. Valtech: Mats Saxer (kundansvarig), Karin Tykesson (projektledare), Olle Westerlund och Jennifer Forsberg (User Experience Designer), Anna Kagebeck (teamcoach), Jill Karlsson (gränssnittsutvecklare), Fredrik Höjdegård, Fredrik Danielsson, Jonas Ryttberg, Tobias Hasslebrant och Anders Ekström (utvecklare). Bazooka: Jussi Kilpinen och Oscar Nilsson (Art Director). Profoto: Lars Wiklund (Program Manager), Hanna Fellman (Business Development Manager), Karin Nordqvist (Product Owner), Vendela Hägge (Vice President Global Marketing), Anna Riberth (Product Marketing Manager), Petter Sylvan (CFO). | Webb                |
| 2019                            | Zeta – Från en familj där mat är kärlek                     | Hummingbirds på uppdrag av Zeta. | Film                |
| 2019                            | Eat Good – recept som förändrar världen                     | Bokförlaget Max Ström. Johan Rockström (författare), Victoria Bignet (författare), Malin Landqvist (författare), Wolfgang Kleinschmidt (fotograf), Anna Lindelöw (formgivare). | Print               |
| 2019                            | Visit Skåne                                                 | Odd Hill på uppdrag av Tourism in Skåne. Odd Hill: Michaela Nilsson (Project manager), Christoffer Palm (Developer), Hannele Piirainen (Developer), Nils Leckstrom (Designer). Tourism in Skåne: Josefin Nordgren (Web Editor in Chief), Petter Söderström (Marketing Coordinator Online). | Webb                |
| 2020                            | Jag minns mycket mer än du tror                             | Bloody Honey på uppdrag av Linn M Hällen. | Film                |
| 2020                            | Grönsaker A–Ö                                               | Bonnier Fakta. Paul Svensson (författare), Mikael Engblom (formgivare), Charlie Drevstam (fotograf), Ebba Svennung (textbearbetning). Bonnier Fakta: Eva Kruk (förläggare), Anna Paljak (redaktör), Robert Hedberg (faktor). JK Morris Production (repro). Livonia Print (tryck). | Print               |
| 2020                            | Operanplay.se                                               | Doberman i samarbete med Isobar. | Webb                |
| 2021                            | The eagle and the squirrel – wildlife photography           | Swedish Lapland Visitors Board. | Film                |
| 2021                            | Havets bildspråk – Galjonsfigurer och symboler              | Bokförlaget Stolpe på uppdrag av Axel och Margaret Ax:son Johnsons stiftelse för allmännyttiga ändamål. | Print               |
| 2021                            | Swedish Lapland – Welcome to the Arctic part of Sweden      | Swedish Lapland Visitors Board. | Webb                |
| 2022                            | Stoppa statens effektiviseringshets!                        | Fackförbundet ST i samarbete med Volt. | Annons              |
| 2022                            | LKAB Års- och hållbarhetsredovisning 2021                   | LKAB i samarbete med Rippler Communications. | Digital publikation |
| 2022                            | Your Invisible Support                                      | AB Lindex. Byrå: Lindex Inhouse. Produktionsbolag: Newland. Regissör: Olivia Kastebring. | Film                |
| 2022                            | Lappuggla – Skogens dolda väsen                             | Avium förlag i samarbete med Italgraf Media. Anna Froster (text), Jonas Classon (foto), Terése Karlsson Halldén (formgivning), Roine Magnusson (förläggare). | Print               |
| 2022                            | Solace Documentary                                          | Ny Studio AB på uppdrag av On Running. | Webb                |
| 2023                            | WaterAid – ToalettRoulette                                  | Tomorro’ AB på uppdrag av WaterAid. | Annons              |
| 2023                            | SKF Årsredovisning 2022                                     | Solberg Kommunikation på uppdrag av SKF. Solberg Kommunikation: Jeanette Gustavsson (Senior rådgivare/kundansvarig), Ann-Charlotte Åkerström (AD), Per Åkerberg (skribent) SKF: Helena Karlsson (IR Officer), Carl Bjernstam (Head of Media Relations). | Digital publikation |
| 2023                            | Hörby kommun, rekryteringsfilm Vård och omsorg              | Infab Kommunikation och Camp David på uppdrag av Hörby kommun. Infab Kommunikation: Eva Gunnarsson (Strategisk projektledare), Tobias Borgfors (Creative director och copywriter), Dennis Törnström (Art director). Filmproducent: Camp David. | Film                |
| 2023                            | Vanliga människor                                           | OTW på uppdrag av Samhall. OTW: Kristian Strand (form), Mats Hiort av Ornäs (layout), Frida Henke (textredaktör, skribent), Fredrik Wallin (skribent), Sofia Zetterman (skribent), Frida Henke (projektledning), Alexandra Pettersson (projektledning). Samhall: Joakim Hesselman (redaktör). Frilans: Märta Thisner (fotograf). Tryckeri: Åtta45. | Print               |
| 2023                            | Stockholm Business Region                                   | Fröjd Interactive på uppdrag av Stockholm Business Region. | Webb                |

## Jury
Publishingprisets jury består av verksamma kommunikatörer såsom copywriters, grafiska formgivare, producenter, regissörer, interaktionsdesigners, journalister och redaktörer.
Juryn bedömer inte bara design utan poängsätter även användbarhet, navigation, tillgänglighet, grafisk form, typografi, layout, textinnehåll, visuellt innehåll, pappersval, tryck, repro, efterbehandling, filmfoto, ljud och regi.